# Henry Flitcroft
Henry Flitcroft (Hampton Court, 30 de agosto de 1697 – Hampstead, 25 de fevereiro de 1769) foi um arquiteto da Inglaterra, da segunda geração palladiana.

## Biografia
Seu pai era jardineiro de Hampton Court e ele cresceu fazendo pequenos serviços. Trabalhando como carpinteiro na Burlington House, caiu de um andaime e quebrou a perna. Durante a convalescença fez alguns desenhos, e seu talento foi notado por Lord Burlington, e em 1720 ele já era seu desenhista e assistente de arquitetura, entrando em contato com figuras importantes e a estética palladiana.
Redesenhou as ilustrações para uma nova edição de The Designs of Mr. Inigo Jones publicada por William Kent em 1727, sob a supervisão de Burlington, e conseguiu, por intermédio de seu patrono, um cargo no Office of Works, onde ascendeu até a posição de Comptroller of the King's Works, o topo da hierarquia no campo da arquitetura inglesa. Salvo uma encomenda do duque de Cumberland, não realizou projetos oficiais, apenas privados.
Entre seus principais projetos estão:
- Lilford Hall, Northamptonshire: 1740's.
- St. Giles in the Fields, Londres: 1731–34.
- Ditchley House, Oxfordshire: c. 1724.
- Parte da Wentworth Woodhouse, Yorkshire: 1735.
- Interiores da Wimbourne House, Dorset: 1740–44.
- Galeria de Estado da Stowe House, Buckinghamshire: c. 1742. (atribuição)
- Wimpole Hall, Cambridgeshire: 1742–45.
- Templos no jardim da Stourhead, Wiltshire: 1744–65.
- Woburn Abbey, Bedfordshire: 1748–61.
- Milton House, Northamptonshire: 1750–51.